# Bernard Vallée
Bernard Vallée (Aubervilliers, 5 ottobre 1945 – Rots, 2 aprile 2021) è stato uno schermidore francese, vincitore di due medaglie di bronzo ai campionati mondiali di scherma.